# Lestes debellardi
Lestes debellardi là loài chuồn chuồn trong họ Lestidae. Loài này được De Marmels miêu tả khoa học đầu tiên năm 1992.